# Tan Lei
Dans ce nom chinois, le nom de famille, Tan, précède le nom personnel.
Pour les articles homonymes, voir Tan.
Tan Lei, en chinois : 谭蕾, née le 18 mars 1963 à Pingxiang et morte le 1er avril 2016 à Villejuif, est une mathématicienne chinoise, connue pour ses travaux à propos des fractales et de l'ensemble de Mandelbrot et de celui de Julia en particulier. Elle a fait une partie de ses études puis de sa carrière en France.

## Biographie
Après l'obtention de son doctorat en mathématiques en 1986 à l'université Paris-Sud, elle travaille comme assistante de recherche à Genève. Elle dirige ensuite des projets post-doctoraux à l'institut Max-Planck de mathématiques ainsi qu'à l'université de Brême jusqu'en 1989. Elle devient alors chargée de cours à l'école normale supérieure de Lyon. Entre 1995 et 1999, elle occupe un poste de recherche à l'université de Warwick avant de devenir maître de conférences à l'université de Cergy-Pontoise puis professeur à l'université d'Angers en 2009.